# 長虹堤
長虹堤是琉球國時代建設的一座全長約1公里的堤壩及橋，位於今日沖繩縣那霸市，將崇元寺附近（那霸市泊）與伊邊嘉麻（那霸市松山附近）連接起來。
最初，當中國冊封使來琉球的時候，琉球王命令在那霸到安里之間用小船搭起一座浮橋，以便往來。1451年，尚金福王命令國相懷機在這裡建立一座橋樑，以便行人往來。相傳工程建設之處海深浪高，懷機便築壇向天照大神許願了二夜三日，最終海水退去露出海底，堤壩因此順利建成。1633年，冊封船隊來到琉球時，冊封使杜三策的從客胡靖稱讚此橋「遠望如長虹」，「長虹堤」之名由此而來。
這裡也曾是琉球的著名景點，1756年冊封使周煌在其著作《琉球國志略》中收錄有「中山八景」畫像，其中就有長虹堤的畫像，題為「長虹秋霽」。葛飾北齋的浮世繪「琉球八景」中就描繪有長虹堤。在琉球國時代，長虹堤是連接那霸和首里的主要道路，但自1914年首里至那霸的有軌電車開通以後，其地位逐步下降。長虹堤在沖繩島戰役中被毀，在戰後又經過城市的開發而面目全非，僅剩下部份遺址被保留下來。